# المحكمة المالية الاتحادية (ألمانيا)
المحكمة المالية الاتحادية ( Bundesfinanzhof ) هي واحدة من خمس محاكم اتحادية عليا في ألمانيا، تم إنشاؤها وفقًا للمادة 95 من القانون الأساسي. وهي محكمة الاستئناف الفيدرالية لمسائل الضرائب والجمارك في القضايا التي سبق أن نظرت فيها المحكمة التابعة، وهي محاكم المالية.

تأسست المحكمة المالية الاتحادية في عام 1950 (خلفًا للمحكمة المالية العليا للرايخ الألماني - Reichsfinanzhof - التي تأسست في عام 1918). مقرها في ميونيخ. 

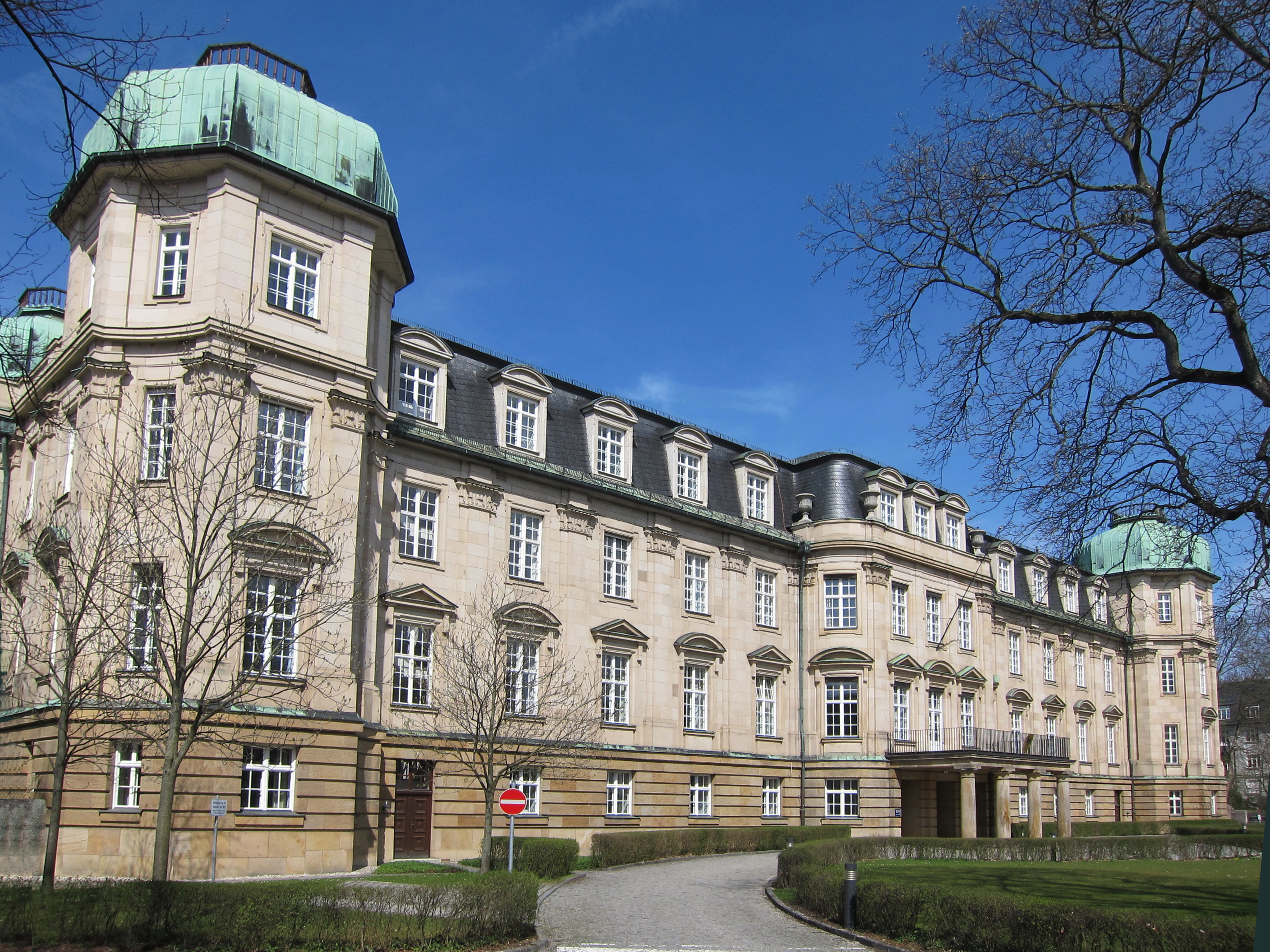
مبنى المحكمة المالية الاتحادية في ميونيخ

## روابط خارجية
- الصفحة الرئيسية الرسمية
- معلومات باللغة الإنجليزية من المحكمة المالية الاتحادية